# Atto di accusa
Atto di accusa è un film del 1950 diretto da Giacomo Gentilomo.

## Trama
Renato e Irene si incontrano di nascosto in casa di una sarta. Lui è stato per anni prigioniero in Russia e lei, credendolo morto si è sposata con Ruska, un vecchio avvocato.
Nel tentativo di sorprendere gli amanti Ruska si presenta in casa della sarta ma uccide la donna. Purtroppo una vicina vede uscire dalla casa solo Renato che quindi viene accusato del delitto.
Ruska uccide anche la vicina e fa in modo che anche questo delitto venga attribuito a Renato che decide di costituirsi e farsi difendere proprio dal rivale, sapendolo colpevole.

## Produzione
La pellicola è appartenente in parte al filone poliziesco in parte al genere drammatico-sentimentale, detto popolarmente strappalacrime (poi ribattezzato neorealismo d'appendice dalla critica), molto in voga tra il pubblico italiano negli anni del secondo dopoguerra (1945-1955).

## Distribuzione
Il film venne distribuito nel circuito cinematografico italiano il 4 novembre del 1950.
Venne poi distribuito anche in Francia, a partire dal 16 gennaio 1952 con il titolo Acte d'accusation.
Venne distribuito anche nei paesi anglofoni con il titolo The Accusation.